# Rock Sound International Airport
Rock Sound International Airport är en flygplats i Bahamas.   Den ligger i distriktet South Eleuthera, i den östra delen av landet, 120 km öster om huvudstaden Nassau. Rock Sound International Airport ligger 5 meter över havet.
Terrängen runt Rock Sound International Airport är mycket platt. Havet är nära Rock Sound International Airport åt sydost. Runt Rock Sound International Airport är det ganska glesbefolkat, med 23 invånare per kvadratkilometer.. 